# Julien Roche
Pour les articles homonymes, voir Roche.
Ne pas confondre avec Marius Roche (1921 - 2010), son frère jumeau, également résistant des maquis de l'Ain.
Julien Roche, né en 1921 à Villieu dans l'Ain et mort le 8 février 1944 à L'Abergement-de-Varey lors du combat de la ferme de la Montagne lors de l'opération Caporal, est un résistant français.

## Résistant
Dès le 20 juin 1943, Henri Romans-Petit l'intègre, lui et son frère jumeau Marius Roche, à la ferme des Gorges, qui rassemble une vingtaine de personnes réfractaires au STO. Henri Romans-Petit choisit d'établir un camp à  Montgriffon pour l'avantage de son emplacement géographique favorable à la mise en place de stratégies d'attaques. C'est à cette époque que Julien Roche semble avoir été à l'origine du surnom « Romans » d'Henri Romans-Petit.
Le 11 novembre 1943, il fait partie avec son frère Marius, des 122 maquisards à défiler en armes à Oyonnax. Le 8 février 1944, il participe au combat de la ferme de la Montagne à L'Abergement-de-Varey durant lequel il est tué, (voir Opération Caporal).